# Sunyczne
Sunyczne (ukr. Суничне) – wieś na Ukrainie, w obwodzie czernihowskim, w rejonie koriukowskim, w hromadzie Snowśk. W 2001 liczyła 263 mieszkańców.